# Stenostephanus breedlovei
Stenostephanus breedlovei är en akantusväxtart som beskrevs av T.F. Daniel. Stenostephanus breedlovei ingår i släktet Stenostephanus och familjen akantusväxter. Inga underarter finns listade i Catalogue of Life.